# Salo (Barcelona)
Salo o Saló es una entidad municipal del municipio de San Mateo de Bages, en la comarca de Bages, provincia de Barcelona, España. 
Salo se encuentra en el extremo noroeste del municipio, a 510 m de altura, y está formado por una quincena de edificios alineados de sur a norte en la cresta de un meandro sobre la riera de Salo, a 450-440 m, que forma una amplia curva por el norte. Al sur de la población se encuentra la fuente de Salo, junto al km 8,6 de la carretera BV-3002, que viene de Valls de Torroella, otra entidad municipal de San Mateo. La riera de Salo circula de oeste a este y desemboca en el río Cardener en Torroella.

## Poblamiento
El censo de 2010 dio una población de 110 habitantes, distribuidos entre el núcleo de Salo, con 24 habitantes, la zona del Raval de Meja, al norte, donde hay una serie de masías (Cal Roges, Cal Pere, Serramorena, Cal Ros, La Casanova del Ferreric), con 28 habitantes, y el resto de diseminados, con otros 58 habitantes (Cal Paradís, al oeste, donde se halla el camping del Paradís, junto a la riera; el Molí de Salo, al nordeste, en el Solá, por donde pasa una ruta circular con inicio y fin en el camping que recorre el meandro, y la Rovira y Roquerols al sudoeste.

## Senderismo
- GR-3. Sendero Central de Cataluña. En Salo termina la etapa 40 de este sendero, que viene de Camps, a 17 km al sur y empieza la etapa 41, que llega hasta Cardona en 19 km, en dirección norte.